# Браунинг, Курт
Ку́рт Бра́унинг (англ. Kurt Browning) (родился 18 июня 1966) — канадский фигурист и хореограф, четырёхкратный чемпион мира и четырёхкратный чемпион Канады. 
Браунинг — первый в истории фигурист, удачно исполнивший четверной прыжок на соревнованиях.

## Биография
30 июня 1996 года Браунинг женился на балерине Соне Родригес. Их старший сын Габриэль родился 12 июля 2003 года, младший сын Диллон родился 14 августа 2007 года.
Курт Браунинг — автор книги Kurt: Forcing the Edge (ISBN 0-00-215843-4)
Браунинг ставил программы для таких фигуристов, как Бриан Жубер, Томаш Вернер, Патрик Чан, Юдзуру Ханю, Джереми Эббот, Эван Лайсачек, Каролина Костнер и многие другие.

## Спортивные достижения
Браунинг исполнил первый в истории соревнований успешный четверной прыжок в Будапеште на чемпионате мира 1988 года; два тройных акселя в одной короткой программе на чемпионате мира 1989 года в Париже; каскад тройной сальхов + тройной риттбергер; а также три каскада 3+3 в одной произвольной программе на чемпионате мира 1991 года в Мюнхене. Также Браунинг является единственным фигуристом, выигравшим чемпионаты мира с обязательными фигурами и без них. Несмотря на то, что Курт является четырёхкратным чемпионом мира, на зимних Олимпийских играх он ни разу не поднялся в призовую тройку.
| Соревнования      | 1982 | 1983 | 1984 | 1985 | 1986 | 1987 | 1988 | 1989 | 1990 | 1991 | 1992 | 1993 | 1994 |
| Олимпиады         |      |      |      |      |      |      | 8    |      |      |      | 6    |      | 5    |
| Чемпионаты мира   |      |      |      |      |      | 15   | 6    | 1    | 1    | 1    | 2    | 1    |      |
| Чемпионаты Канады | 12N. | 1N.  |      | 1Jr  | 5    | 2    | 2    | 1    | 1    | 1    |      | 1    | 2    |

N = дети; J = юниоры